# شاو جيايي
شاو جيياي (بالصينية: 邵佳一)، من مواليد 10 أبريل 1980 في بكين في الصين، وهو لاعب كرة قدم صيني يلعب مع نادي إنيرجي كوتبوس الألماني، ويلعب مع مع منتخب الصين لكرة القدم، وقد شارك في كأس آسيا 2000، وكأس آسيا 2004، وكأس آسيا 2007.

## كأس آسيا

### كأس آسيا 2004
و قد سجل هدفين في مرمى منتخب أندونيسيا لكرة القدم، وقد سجل هدف في مرمى منتخب إيران لكرة القدم.

### كأس آسيا 2007
و قد سجل هدف في مرمى منتخب ماليزيا لكرة القدم، وقد سجل هدف في مرمى منتخب إيران لكرة القدم.

## روابط خارجية
- شاو جيايي على موقع الاتحاد الدولي (مؤرشف)  (الإنجليزية)
- شاو جيايي على موقع قاعدة بيانات كرة القدم.إي يو (الإنجليزية)
- شاو جيايي على موقع بيانات كرة القدم. دي إي (الألمانية)
- شاو جيايي على موقع ناشيونال فوتبول تيمز (الإنجليزية)
- شاو جيايي على موقع عالم كرة القدم.نت (الإنجليزية)
- شاو جيايي على موقع كووورة
- شاو جيايي على موقع اللجنة الأولمبية الصينية (الإنجليزية)